# Kardinalska imenovanja pape Pija VII.
Papa Pio VII. za vrijeme svoga pontifikata (1800. – 1823.) održao je 19 konzistorija na kojima je imenovao ukupno 99 kardinala.

## Konzistorij 11. kolovoza 1800. (I.)
1. Diego Innico Caracciolo, prefekt Papinskoga doma, apostolski protonotar
2. Ercole Consalvi, saslušatelj Svete rimske rote, pro-državni tajnik Njegove Svetosti, apostolski protonotar

## Konzistorij 20. listopada 1800. (II.)
1. Luis María de Borbón y Vallábriga, seviljski nadbiskup

## Konzistorij 23. veljače 1801. (III.)
1. Giuseppe Firrao, petranski naslovni nadbiskup, tajnik Svete kongregacije za biskupe i redovnike
2. Ferdinando Maria Saluzzo, kartaginski naslovni nadbiskup
3. Luigi Ruffo Scilla, apamejski naslovni nadbiskupe
4. Bartolomeo Pacca, stariji, damietski naslovni nadbiskup
5. Cesare Brancadoro, orvietski nadbiskup-biskup
6. Giovanni Filippo Gallarati Scotti, sidenski naslovni nadbiskup
7. Filippo Casoni, pergejski naslovni nadbiskup
8. Girolamo della Porta
9. Giulio Gabrielli, apostolski protonotar, tajnik Svete kongregacije Tridentskoga sabora
10. Francesco Mantica, dekan klerika Apostolske komore
11. Valentino Mastrozzi, klerik Apostolske komore
12. Giuseppe Albani, generalni saslušatelj za kurijalne kauze u Apostolskoj komori
13. Marino Carafa di Belvedere, prefekt Apostolske palače [a]
14. Antonio Felice Zondadari, sienski nadbiskup
15. Lorenzo Litta, rizničar i blagajnik Apostolske komore. [b]
16. Michelangelo Luchi, O.S.B.Cas., opat samostana u Montecassinu [b]
17. Carlo Crivelli, patraski naslovni nadbiskup [c]
18. Giuseppe Spina, korintski naslovni nadbiskup [c]
19. Michele di Pietro, jeruzalemski naslovni patrijarh [d]
20. Carlo Francesco Caselli, O.S.M., sidski naslovni nadbiskup [d]
21. Alphonse-Hubert de Latier de Bayane, dekan Svete Rimske rote [d]
22. Francesco Maria Locatelli, spoletski biskup [e]
23. Giovanni Castiglione, generalni preceptor Reda Bolnice S. Spirito u Rimu [e]
24. Charles Erskine, saslušatelj Njegove Svetosti [e]

Remigius Ritzler, u Hierarchia Catholica Medii et Recientoris Aevi (Patavii : Typis et Sumptibus Domus Editorialis "Il Messaggero di S. Antonio" apud Basilicam S. Antonii, 1968), VII, 8, navodi da je Paolo Luigi Silva, prisjednik Vrhovne Svete Kongregacije rimske i opće inkvizicije, imenovan kardinalom i pridržan in pectore u konzistoriju 23. veljače 1801, ali je umro prije nego što je njegovo ime bilo objavljeno. Nadbiskup Domenico Pignatelli di Belmonte, Theat., iz Palerma, promaknut je na njegovo mjesto u konzistoriju 9. kolovoza 1802.

## Konzistorij 9. kolovoza 1802. (IV.)
1. Domenico Pignatelli di Belmonte, Theat., palermski nadbiskup, Sicilija

## Konzistorij 17. siječnja 1803. (V.)
1. Jean-de-Dieu-Raymond de Boisgelin de Cucé, turski nadbiskup, France
2. Anton Theodor Colloredo-Waldsee-Mels, olomučki nadbiskup, Moravska
3. Pietro Antonio Zorzi, C.R.S., udinski nadbiskup
4. Diego Gregorio Cadello, kaljarski nadbiskup, Sardinija
5. Jean-Baptist de Belloy, pariški nadbiskup, Francuska
6. Etienne-Hubert de Cambacéres, ruanski nadbiskup, Francuska
7. Joseph Fesch, lionski nadbiskup, Francuska + svibnja 13, 1839.

## Konzistorij 16. svibnja 1803. (VI.)
1. Miguel Carlos José de Noronha, kanonik protođakon lisabonske katedrale, Portugal
2. Luigi Gazzoli, saslušatelj Apostolske komore [f]

## Konzistorij 11. srpnja 1803. (VII.)
1. Antonio Despuig y Dameto, naslovni antiohijski latinski patrijarh
2. Pierfrancesco Galleffi, kanonik patrijarhalne Vatikanske bazilike, tajnik Svete kongregacije Radionice sv. Petra

## Konzistorij 26. ožujka 1804. (VIII)
1. Carlo Oppizzoni, bolonjski nadbiskup

Papa je imenovao i pridržao in pectore jednoga kardinala u ovom konzistoriju. Umro je prije objave i njegovo ime nije poznato.

## Konzistorij 24. kolovoza 1807. (IX.)
1. Francesco Guidobono Cavalchini, rimski guverner i vice-kamerlengo Svete Rimske Crkve [g]

## Konzistorij 8. ožujka 1816. (X.)
1. Annibale della Genga, tirski naslovni nadbiskup [h]
2. Pietro Gravina, nicejski naslovni nadbiskup, nuncij u Španjolskoj
3. Domenico Spinucci, beneventanski nadbiskup
4. Lorenzo Caleppi, nisibiski naslovni nadbiskup, nuncij u Portugalu
5. Antonio Gabriele Severoli, viterbski i tiskanelski nadbiskup-biskup
6. Giuseppe Morozzo della Rocca, tebanski naslovni nadbiskup, tajnik Svete kongregacije za biskupe i redovnike
7. Tommaso Arezzo, seleucijski naslovni nadbiskup
8. Francesco Saverio Castiglioni, montaltski biskup [i]
9. Carlo Andrea Pelagallo, biskup Osima i Cingolija
10. Benedetto Naro, prefekt Apostolske palače
11. Francisco Antonio Javier de Gardoqui Arriquíbar, saslušatelj Svete Rimske rote
12. Dionisio Bardaxí y Azara, saslušatelj Svete Rimske rote
13. Antonio Lamberto Rusconi, saslušatelj Svete Rimske rote
14. Emmanuele de Gregorio, tajnik Svete kongregacije Tridentskoga sabora
15. Giovanni Battista Zauli, tajnik Svete kongregacije crkvenoga imuniteta
16. Nicola Riganti, tajnik Svete konzistorijalne kongregacije
17. Alessandro Malvasia, prisjednik Svete kongregacije za inkviziciju
18. Francesco Fontana, C.R.S.P., generalni poglavar svoga reda
19. Giovanni Caccia-Piatti, generalni saslušatelj kauza Apostolske komore
20. Alessandro Lante, glavni rizničar Apostolske komore
21. Pietro Vidoni, ml., kućni prelat
22. Camillo de Simone, sutrijski i nepijski biskup [j]
23. Giovanni Battista Quarantotti, tajnik Svete kongregacije za širenje vjere [j]
24. Giorgio Doria Pamphilj, prefekt Papinskoga doma [j]
25. Luigi Ercolani, glavni rizničar Apostolske komore [j]
26. Stanislao Sanseverino, klerik Apostolske komore, rimski vice-guverner [j]
27. Pedro Benito Antonio Quevedo y Quintano, orensanski biskup, Španjolska [k]
28. Francesco Cesarei Leoni, dekan Svete Rimske rote [l]
29. Antonio Lante, dekan klerika Apostolske komore [l]
30. Lorenzo Prospero Bottini, tajnik Svete kongregacije svete konzulte [m]
31. Fabrizio Sceberras Testaferrata, beritanski naslovni nadbiskup, tajnik Svete kongregacije za biskupe i redovnike [n]

## Konzistorij 23. rujna 1816. (XI.)
1. Francisco Antonio Cebrián y Valdá, zapadnoindijski patrijarh, Španjolska
2. Maria-Thaddäus von Trauttmansdorf Weinsberg, olomučki nadbiskup, Moravska
3. Franziskus Xaver von Salm-Reifferscheidt, biskup Gürka, Austrija
4. Paolo Giuseppe Solaro di Villanova, bivši aostanski biskup, Sardinija

## Konzistorij 28. srpnja 1817. (XII.)
1. Alexandre-Angélique de Talleyrand-Périgord, bivši remski nadbiskup, Francuska
2. César-Guillaume de La Luzerne, biskup Langresa, Francuska
3. Louis-François de Bausset-Roquefort, bivši aleski biskup, Francuska

## Konzistorij 1. listopada 1817 (XIII.)
1. Agostino Rivarola, prefekt Apostolske palače

## Konzistorij 6. travnja 1818. (XIV.)
1. Johann Casimir von Häffelin, naslovni biskup Chersonesoa, opunomoćeni ministar bavarskoga kralja pri Svetoj Stolici

## Konzistorij 4. lipnja 1819. (XV.)
1. Rudolf Johannes Joseph Rainier von Habsburg-Lothringen, austrijski nadvojvoda, mađarski i češki kraljevski princ, olomučki izabrani nadbiskup, Moravska

## Konzistorij 27. rujna 1819. (XVI.)
1. Carlos da Cunha e Menezes, lisabonski patrijarh, Portugal
2. Cesare Guerrieri Gonzaga, glavni rizničar Apostolske komore

## Konzistorij 2. prosinca 1822. (XVII.)
1. Anne-Antoine-Jules de Clermont-Tonnerre, tuluski nadbiskup, Francuska

## Konzistorij 10. ožujka 1823 (XVIII)
1. Francesco Bertazzoli, edeski naslovni nadbiskup, razdjelitelj milostinje Njegove Svetosti
2. Gianfrancesco Falzacappa, atenski naslovni nadbiskup, tajnik Svete kongregacije Tridentskoga sabora
3. Antonio Pallotta, generalni saslušatelj kauza Apostolske komore
4. Francesco Serlupi, dekan saslušatelja Rimske rote
5. Carlo Maria Pedicini, tajnik Svete kongregacije za širenje vjere
6. Luigi Pandolfi, tajnik Svete konzistorijalne kongregacije
7. Fabrizio Turriozzi, prisjednik Svete kongregacije za inkviziciju
8. Ercole Dandini, preceptor nadbolnice S. Spirito
9. Carlo Odescalchi, saslušatelj Njegove Svetosti [o]
10. Antonio Maria Frosini, prefekt Apostolske palače
11. Tommaso Riario Sforza, apostolski protonotar, prefekt Papinskoga doma
12. Viviano Orfini, dekan klerika Apostolske komore
13. Giacinto Placido Zurla, O.S.B.Cam [p]

## Konzistorij 16. svibnja 1823. (XIX.)
1. Anne-Louis-Henri de La Fare, senski nadbiskup, Francuska